# مارگارت فیلد
مارگارت فیلد (انگلیسی: Margaret Field؛ ۱۰ مهٔ ۱۹۲۲ – ۶ نوامبر ۲۰۱۱) هنرپیشه اهل ایالات متحده آمریکا بود. وی بین سال‌های ۱۹۴۵ تا ۱۹۷۳ میلادی فعالیت می‌کرد.
از فیلم‌های او می‌توان به آخرین مهلت شیکاگو اشاره نمود.